# Gare d'Urt
La gare d'Urt est une gare ferroviaire française de la ligne de Toulouse à Bayonne, située, quartier du Port, sur le territoire de la commune d'Urt, dans le département des Pyrénées-Atlantiques en région Nouvelle-Aquitaine. 
Elle est mise en service en 1864 par la Compagnie des chemins de fer du Midi et du Canal latéral à la Garonne. 
C'est une halte voyageurs de la Société nationale des chemins de fer français (SNCF) desservie par des trains régionaux TER Nouvelle-Aquitaine.

## Situation ferroviaire
Établie à 4 mètres d'altitude, la gare d'Urt est située au point kilométrique (PK) 304,945 de la ligne de Toulouse à Bayonne (section à voie unique), entre les gares ouvertes aux voyageurs de Peyrehorade et de Bayonne. En direction de Peyrehorade s'intercale les gares fermées de Pont-de-l'Arran, Sames - Guiche et Orthevielle, et en direction de Bayonne, s'intercale les gares fermées de Lhonce et Le Gaz.
Gare d'évitement elle dispose d'une deuxième voie pour le croisement des trains. Elle est équipée de deux quais : le quai 1 dispose d'une longueur utile de 195 m pour la voie E et le quai 2 d'une longueur utile de 95 m pour la voie unique.

## Histoire
Le premier chantier pour l'arrivée du chemin de fer sur la commune est ouvert en 1862 mais le tracé passe par des terrains tourbeux qui provoquent des enfoncements de remblais et d'ouvrages d'art. Cela nécessite de reprendre ces ouvrages pour sécuriser la voie, ce qui provoque d'importants retards repoussant l'ouverture prévue le 1er novembre 1863. La Compagnie des chemins de fer du Midi et du Canal latéral à la Garonne, qui subit des pressions notamment du gouvernement pour hâter l'ouverture, fait des réserves sur la fiabilité de la voie. Le 8 janvier 1864, par décision ministérielle, le gouvernement accepte ces réserves et la prise en charge de la surveillance et des travaux complémentaires éventuellement nécessaires.
La « station d'Urt » est mise en service le 25 janvier 1864 par la Compagnie du Midi, lorsqu'elle ouvre à l'exploitation la quatrième section de sa ligne de Toulouse à Bayonne. Cette section, longue de 47 kilomètres, relie Puyoô et la station provisoire de Bayonne-Mousserolles, établie sur la rive gauche de l'Adour entre les fortifications et la confluence avec la Nive. À Urt, la station est construite dans le quartier du port sur la rive gauche de l'Adour. L'exploitation débute avec la mise en service de deux omnibus quotidiens qui parcourent la relation Pau - Mousserolles (Bayonne) en quatre heures et dix minutes.
La fréquentation s'accrut rapidement (9 733 voyageurs en 1866, 14 195 en 1868), tous les trains s'arrêtaient, et il y avait neuf employés. La gare assurait également un trafic marchandises important : expéditions d'animaux, alimentaire.
Un train Urt-Hasparren-Louhossoa (rejoignant la ligne Bayonne - Saint-Jean-Pied-de-Port) fut envisagé sans suite ; en 1907, la municipalité s'opposa à un projet de tramway de Saint-Jean-de-Luz à Peyrehorade qui n'aurait pas traversé la commune.
La concurrence de la route fit fortement baisser le trafic : en 1956 il n'y avait plus que quatre employés, en 1997 deux. Le service marchandises ferma en 1987, la vente de billets en 1989. En 1997, la desserte était réduite à un train par jour ; elle augmenta à nouveau pour atteindre sept TER quotidiens en semaine en 2010. Elle fut également desservie, par exemple en 2010/1011, par les trains Intercités qui s'y arrêtaient pour croiser d'autres convois.
En 2002, la fréquentation aurait été de 630 voyageurs par an et en 2006 de 583 voyageurs par an, soit moins de deux par jour. Elle est remontée à 2960 voyageurs en 2014, soit 08 par jour en moyenne.
En 2009, la vitesse des trains fut limitée à 10 km/h dans la direction de Puyoô en raison d'un effondrement. La voie est en effet située sur les berges de l'Aran, une zone particulièrement instable. Des travaux furent entrepris, que la présence d'une plante menacée, l'angélique des estuaires, compliqua.
En 2015, selon les estimations de la SNCF, la fréquentation annuelle de la gare était de 2 246 voyageurs.

## Service des voyageurs

### Accueil
Halte SNCF, c'est un point d'arrêt non géré (PANG) à entrée libre.

### Desserte
Urt est desservie par les trains TER Nouvelle-Aquitaine qui effectuent des missions entre les gares de Tarbes, ou Pau, et de Bayonne. 

### Intermodalité
Le stationnement des véhicules est possible sur l'ancienne cours voyageurs de la gare, à côté de l'ancien bâtiment voyageurs.

Installations de la gare en 2010
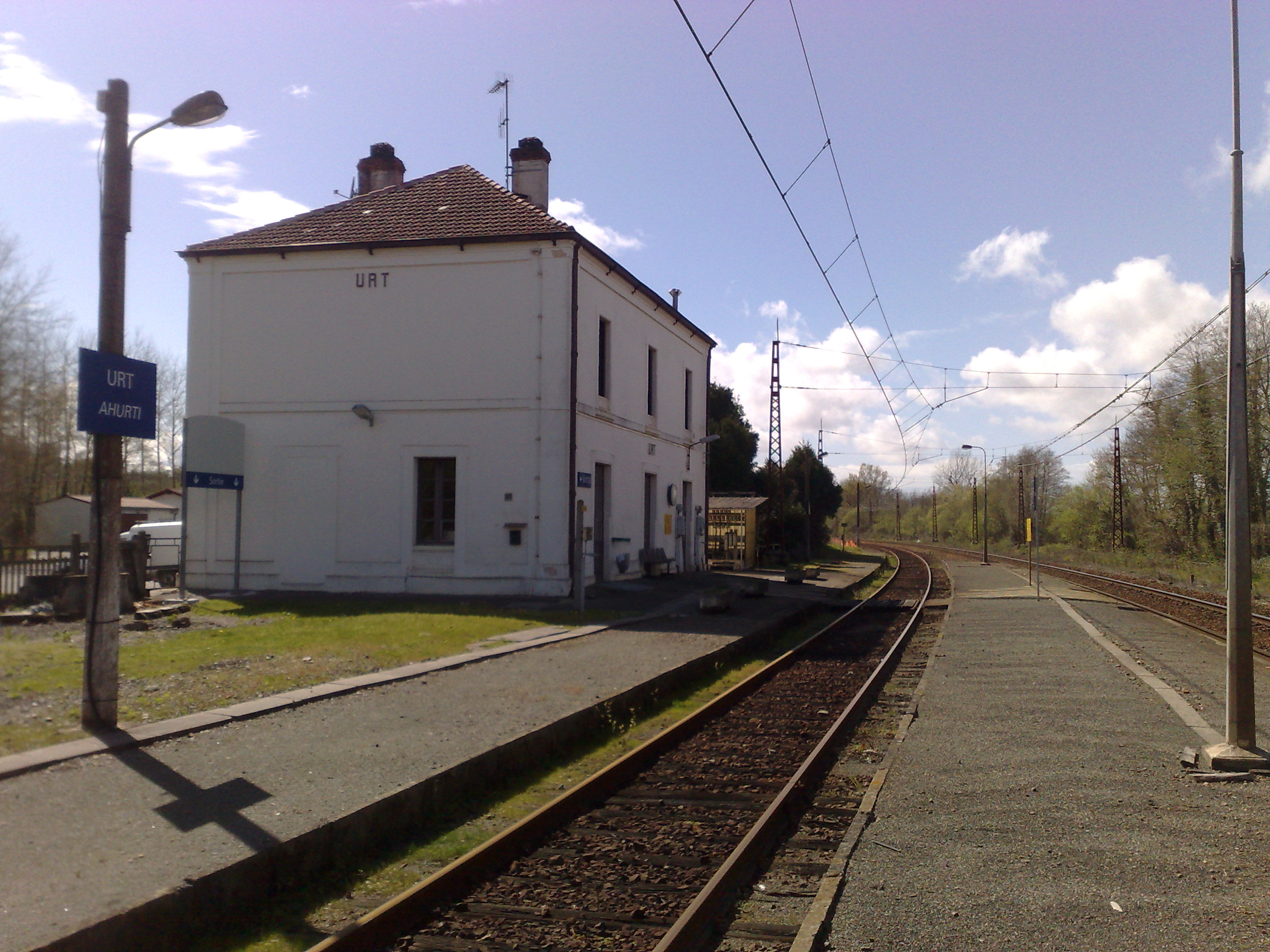
Intérieur.
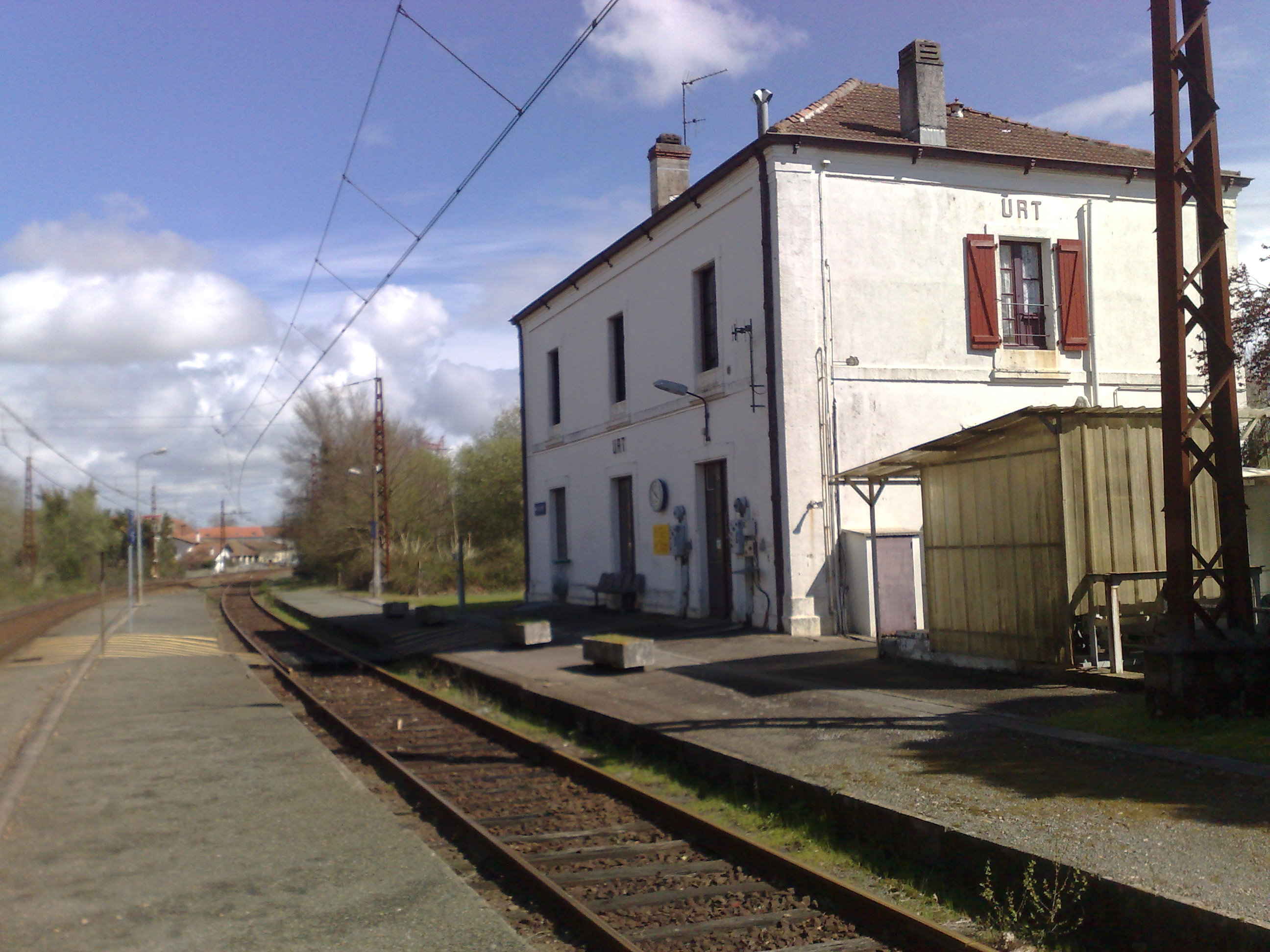
Intérieur.
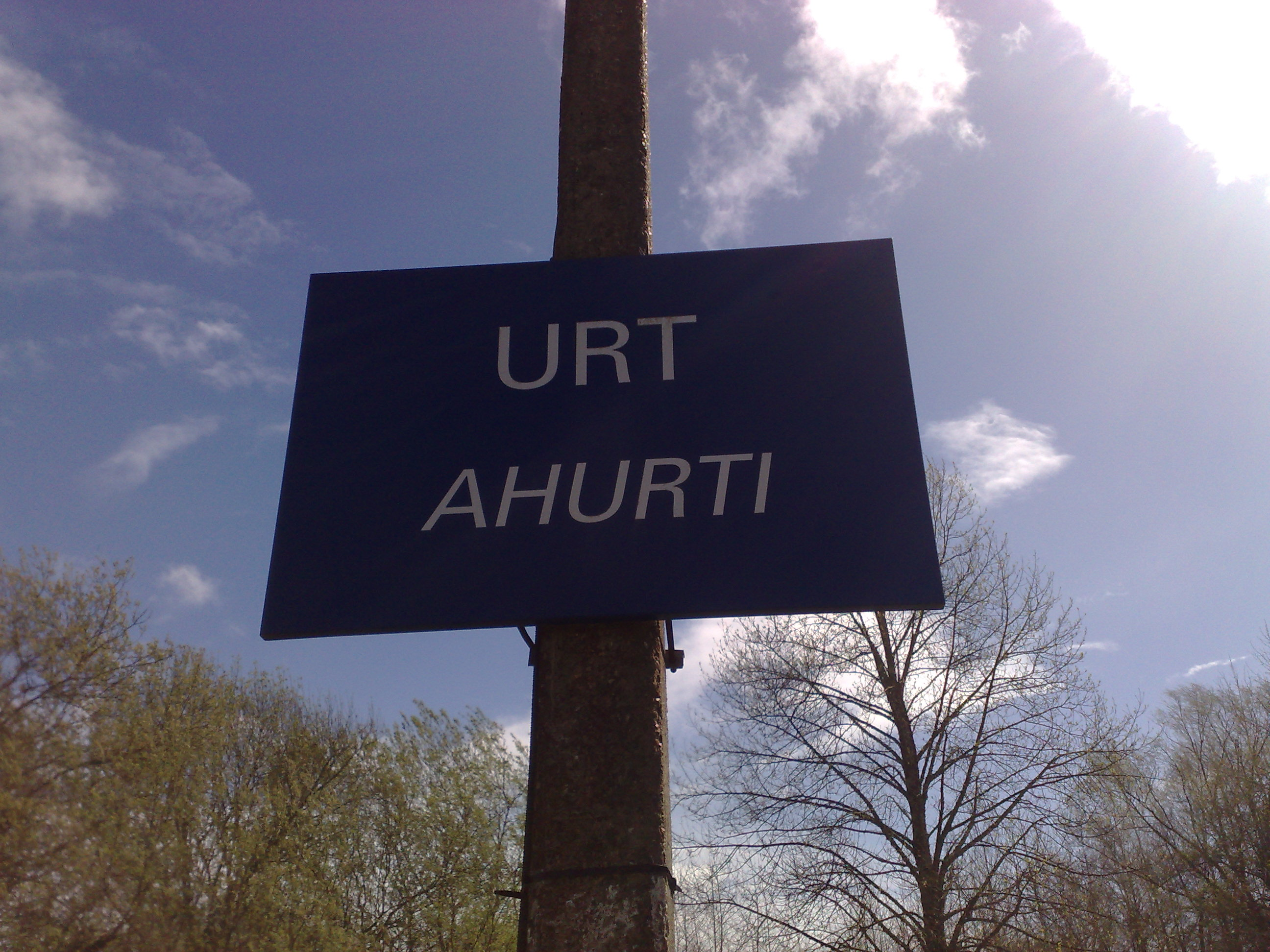
Panneau de quai bilingue.
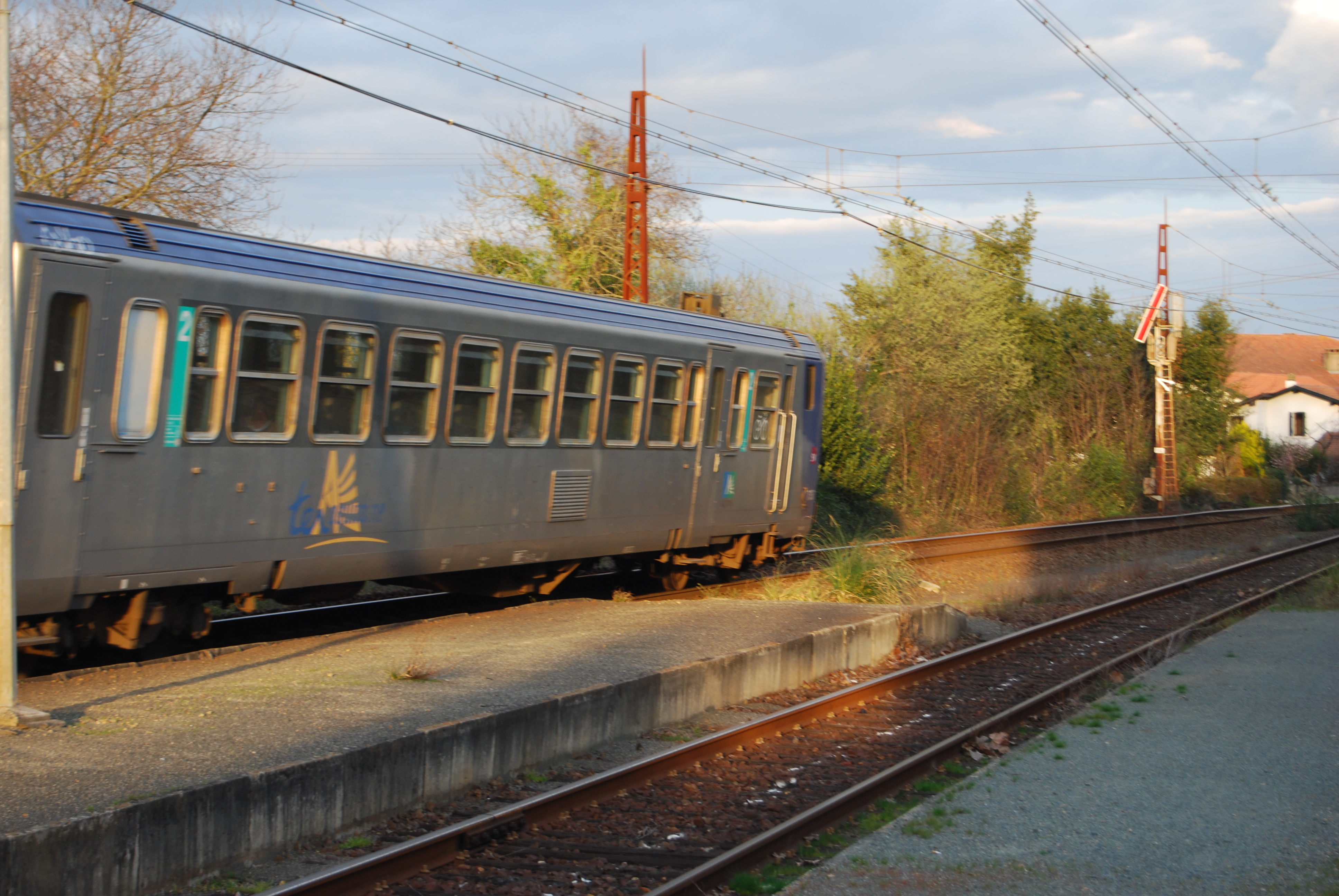
Desserte TER.